# Kim Mi-gyong
Kim Mi-gyong (* 17. Oktober 1990) ist eine nordkoreanische Marathonläuferin.

## Leben
2007 gewann sie bei den Asienmeisterschaften in Amman Bronze über 5000 und 10.000 Meter.
2010 wurde sie Zehnte beim Macau-Marathon. 2011 gewann sie den Pjöngjang-Marathon.

## Persönliche Bestzeiten
- 5000 m: 18:21,32 min, 28. Juli 2007, Amman
- 10.000 m: 38:29,90 min, 25. Juli 2007, Amman
- Marathon: 2:30:41 h, 8. April 2012, Pjöngjang